# T.A. Chapman Co.
T.A. Chapman Co., beter bekend als Chapman's, was een warenhuis gevestigd in Milwaukee, Wisconsin. 

## Geschiedenis
De keten werd in 1857 opgericht door Timothy Appleton Chapman. In 1872 opende hij het vlaggenschipwarenhuis van de keten aan Wisconsin Avenue in het centrum van Milwaukee. De oorspronkelijke locatie aan Wisconsin Avenue werd in 1884 door brand verwoest en vervolgens herbouwd. In 1978 nam het bedrijf Manchester's Department Stores in Madison, Wisconsin over. De familie Chapman bleef eigenaar van het bedrijf tot 1983. Uiteindelijk had het bedrijf zeven vestigingen. In 1987 vroeg het bedrijf faillissement aan. Ten tijde van het faillissement waren er zes vestigingen: drie in Milwaukee, twee in Madison en één in Appleton.